# Forbidden (film 1919)
Forbidden è un film muto del 1919 diretto da Phillips Smalley, Lois Weber. Fu l'ultimo film che i due registi girarono insieme e l'ultimo della carriera di Smalley.

## Produzione
Il film fu prodotto dalla Lois Weber Productions e dall'Universal Film Manufacturing Company (Jewel).

## Distribuzione
Distribuito dall'Universal Film Manufacturing Company, il film uscì nelle sale statunitensi l'8 settembre 1919.

### Date di uscita
- USA	8 settembre 1919
- Finlandia	5 febbraio 1923
- Portogallo	28 dicembre 1923

Alias
- Esposa Desprezada 	Portogallo
- The Forbidden Box 	(undefined)